# Махмудов, Жума
Жума Махмудов — советский хозяйственный деятель, Герой Социалистического Труда.

## Биография
Родился в 1918 году. Член КПСС с 1950 года.
В 1934—1980 гг. — колхозник, бригадир, бухгалтер колхоза «Кизил Юлдуз» Шахрисабзского района Кашка-Дарьинской области, председатель колхоза имени Хрущёва Китабского района Кашка-Дарьинской области, главный бригадир, главный агроном колхоза «Кизил Юлдуз» Шахрисабзского района Кашкадарьинской области.
Указом Президиума Верховного Совета СССР от 11 января 1957 года присвоено звание Героя Социалистического Труда с вручением ордена Ленина и золотой медали «Серп и Молот».
Умер после 1980 года.